# 2009年ハンガリーグランプリ
2009年ハンガリーグランプリは、2009年F1世界選手権第10戦として、2009年7月26日にハンガロリンクで開催された。正式名称はFORMULA 1 ING Magyar Nagydíj 2009。

## 開催前
ドイツグランプリ終了後、トロ・ロッソがドライバーをセバスチャン・ブルデーからハイメ・アルグエルスアリへ交代することを発表。

## 予選

### 展開

#### Q1
まず、フォース・インディアのジャンカルロ・フィジケラとデビューレースとなるアルグエルスアリがコースに出てタイムを出す。その直後にチームメイトのセバスチャン・ブエミがトップタイムをマークする。
半分近く時間が経過したところで各マシンがハード側のタイヤでタイムを出し始め、フェラーリのキミ・ライコネンがトップ、2番手、3番手にレッドブルの2台が同タイムで続く。その後ほとんどのマシンがピットに戻り、ソフト側のタイヤに履き替えて再びアタックに出る。
残り1分余りのところでアルグエルスアリが13コーナーでコースアウトのためにイエローフラッグが出てアタックが一時できなくなる。セッション終了直前にイエローフラッグが解除され各マシンが最後のアタックに入る。トップタイムは1'20.793でウィリアムズのニコ・ロズベルグ、BMWザウバーとフォース・インディアの4台とアルグエルスアリがQ1敗退となった。

#### Q2
レッドブルのマーク・ウェバーがまずトップタイムを出す。その後チームメイトのセバスチャン・ベッテル、ロズベルグ、ルノーのフェルナンド・アロンソがトップタイムをマークする。
残り2分を切ったところでベッテルがもう一度トップタイムをマークし、その頃から路面状態が急激に良くなり、
アロンソ以外のマシンが最後のタイムアタックを行う。残り時間がなくなった直後、フェラーリのフェリペ・マッサが
4コーナーでクラッシュし、そのままセッションが終了。トヨタの2台、ブエミ、ブラウンGPのルーベンス・バリチェロ、ルノーのネルソン・ピケがQ2敗退。バリチェロは今期初めてQ3に進出できなかった。
クラッシュしたマッサはコックピットから助け出され、メディカルセンターに運ばれる。またマッサの治療とクラッシュしたタイヤバリヤーの修復のために予選セッションが一時中断となる。
その後、バリチェロのマシンから脱落した約800グラムのサードダンパーのスプリングがマッサのヘルメットに直撃し、衝撃で意識を失いマシンはコースアウトしてタイヤバリアに激突したことが分かった。

#### Q3
約30分程中断し、15時10分からQ3が始まった。マッサの負傷によりQ3は9台で争われることになった。ジェンソン・バトンはバリチェロと同じ部品が落ちないかどうかチェックを受けているために、8台でのポールポジション争いが始まる。残り時間が3分余りのところでバトンもコースに出てアタックを始める。1分を切ったところでロズベルグがトップタイムをマークするが、ここでタイミングモニターがおちてしまう。残り時間がなくなったところで一度もとに戻るがすぐにおちてしまう。最後のアタックを終えたドライバーたちは自分の順位が全く分からず、お互いのタイムを聞きあって自分の位置を確認し合う珍しい光景が見られる。数分後、モニターが復活し、アロンソがポールポジション、2位がベッテル、ウェバーはダメだと判断し、先に帰ってしまうが、3位だと分かり、連れ戻されることになる。

### 結果
| 順位 | No | ドライバー               | コンストラクター                | Q1       | Q2       | Q3       | グリッド |
| ---- | -- | ------------------------ | ------------------------------- | -------- | -------- | -------- | -------- |
| 1    | 7  | フェルナンド・アロンソ   | ルノー                          | 1'21.313 | 1'20.826 | 1'21.569 | 1        |
| 2    | 15 | セバスチャン・ベッテル   | レッドブル-ルノー               | 1'21.178 | 1'20.604 | 1'21.607 | 2        |
| 3    | 14 | マーク・ウェバー         | レッドブル-ルノー               | 1'20.964 | 1'20.358 | 1'21.741 | 3        |
| 4    | 1  | ルイス・ハミルトン       | マクラーレン-メルセデス         | 1'20.842 | 1'20.465 | 1'21.839 | 4        |
| 5    | 16 | ニコ・ロズベルグ         | ウィリアムズ-トヨタ             | 1'20.793 | 1'20.862 | 1'21.890 | 5        |
| 6    | 2  | ヘイッキ・コバライネン   | マクラーレン-メルセデス         | 1'21.659 | 1'20.807 | 1'22.095 | 6        |
| 7    | 4  | キミ・ライコネン         | フェラーリ                      | 1'21.500 | 1'20.647 | 1'22.468 | 7        |
| 8    | 22 | ジェンソン・バトン       | ブラウン-メルセデス             | 1'21.471 | 1'20.707 | 1'22.511 | 8        |
| 9    | 17 | 中嶋一貴                 | ウィリアムズ-トヨタ             | 1'21.407 | 1'20.570 | 1'22.835 | 9        |
| 10   | 3  | フェリペ・マッサ         | フェラーリ                      | 1'21.420 | 1'20.823 | No time  |          |
| 11   | 12 | セバスチャン・ブエミ     | トロ・ロッソ-フェラーリ         | 1'21.571 | 1'21.002 |          | 10       |
| 12   | 9  | ヤルノ・トゥルーリ       | トヨタ                          | 1'21.416 | 1'21.082 |          | 11       |
| 13   | 23 | ルーベンス・バリチェロ   | ブラウン-メルセデス             | 1'21.558 | 1'21.222 |          | 12       |
| 14   | 10 | ティモ・グロック         | トヨタ                          | 1'21.584 | 1'21.242 |          | 13       |
| 15   | 8  | ネルソン・ピケ           | ルノー                          | 1'21.278 | 1'21.389 |          | 14       |
| 16   | 6  | ニック・ハイドフェルド   | BMWザウバー                     | 1'21.738 |          |          | 15       |
| 17   | 21 | ジャンカルロ・フィジケラ | フォース・インディア-メルセデス | 1'21.807 |          |          | 16       |
| 18   | 20 | エイドリアン・スーティル | フォース・インディア-メルセデス | 1'21.868 |          |          | 17       |
| 19   | 5  | ロバート・クビサ         | BMWザウバー                     | 1'21.901 |          |          | 18       |
| 20   | 11 | ハイメ・アルグエルスアリ | トロ・ロッソ-フェラーリ         | 1'22.359 |          |          | 19       |

## 決勝
予選Q2でクラッシュを喫したマッサは、決勝レースを欠場することとなった。

### 展開
気温23℃、路面温度36℃
スタート後の1コーナーでベッテル、ウェバー、ハミルトン、ライコネンの4台による激しい2位争いとなる。ベッテルはライコネンとの接触により2番手から7番手まで順位を落とし、更にフロントウイングにダメージを負ってしまう。この激しい2位争いによりアロンソは1台で逃げる格好になる。1周目を終えたところでスーティルがリタイヤ。スタートで中嶋一貴にかわされたバトンが2周目の1コーナーで中嶋を抜き返す。5周目に入りハミルトンが1～2コーナーにかけてKERSを使ってウェバーを抜き、2番手に上がる。その後3秒あったアロンソとの差を1秒以下にまで縮める。
12周目に上位陣の先陣をきってアロンソが1回目のピットストップを行う。しかし右のフロントタイヤがしっかりはまっていなかったために順位を最下位まで落とし、更に右のフロントタイヤが外れ、次の周回で再びピットに戻る。結局アロンソはリタイヤとなってしまう。
その後19周目にライコネンとウェバーが同時にピットイン、ウェバーがピットストップに手間取り、ライコネンに先をこされてしまう。またリリースのタイミングが悪く、ライコネンと接触しそうになってしまう。20周目にハミルトンとロズベルグ、21周目にコバライネン、ベッテル、22周目に中嶋、25周目にバトンがピットイン。27周目、ベッテルのマシンに異常が発生し、2度目のピットイン。結局29周目でリタイヤとなる。グロックが燃料を多く積んでいたために32周目にピットイン、7番手でコースに復帰する。
44周目にコバライネン、次の周にライコネンがピットインするが、ライコネンがピットからマシンを発進させられず、3秒ほどロスしてしまうが、何とかコースに復帰する。46周にハミルトン、48周目にロズベルグ、49周目にウェバーがピットイン。ウェバーがソフトタイヤでハードタイヤのロズベルクの前を抑える。ハミルトンは残り15周あたりで早くも回転数を落として走行する。55周目にバトンがピットイン、中嶋が次の周でピットインをするが、逆転できない。58周目にトゥルーリがピットインをし、辛うじて中嶋の前で戻る。60周目にグロックがピットイン、わずか5秒でコースに戻る。
ここで上位勢のピットインが終了、その後もは大きな順位変動がなくレースが進み、そのままハミルトンが1位でチェッカーを受ける。ハミルトンが2008年中国グランプリ以来通算10勝目、今期初優勝、またKERS搭載車が初めて優勝した。2位にもKERS搭載のライコネン、3位にウェバー、以下ロズベルグ、コバライネン、グロック、バトン、トゥルーリまでポイント獲得。
中嶋一貴は惜しくも9位だった。

### 結果
| 順位 | No | ドライバー               | チーム                         | 周回数 | タイム/リタイア | グリッド | ポイント |
| ---- | -- | ------------------------ | ------------------------------ | ------ | --------------- | -------- | -------- |
| 1    | 1  | ルイス・ハミルトン       | マクラーレン・メルセデス       | 70     | 1:38'23.876     | 4        | 10       |
| 2    | 4  | キミ・ライコネン         | フェラーリ                     | 70     | +11.529         | 7        | 8        |
| 3    | 14 | マーク・ウェバー         | レッドブル・ルノー             | 70     | +16.886         | 3        | 6        |
| 4    | 16 | ニコ・ロズベルグ         | ウィリアムズ・トヨタ           | 70     | +26.967         | 5        | 5        |
| 5    | 2  | ヘイッキ・コバライネン   | マクラーレン・メルセデス       | 70     | +34.392         | 6        | 4        |
| 6    | 10 | ティモ・グロック         | トヨタ                         | 70     | +35.237         | 13       | 3        |
| 7    | 22 | ジェンソン・バトン       | ブラウン・メルセデス           | 70     | +55.088         | 8        | 2        |
| 8    | 9  | ヤルノ・トゥルーリ       | トヨタ                         | 70     | +1'08.172       | 11       | 1        |
| 9    | 17 | 中嶋一貴                 | ウィリアムズ・トヨタ           | 70     | +1'08.774       | 9        |          |
| 10   | 23 | ルーベンス・バリチェロ   | ブラウン・メルセデス           | 70     | +1'09.256       | 12       |          |
| 11   | 6  | ニック・ハイドフェルド   | BMWザウバー                    | 70     | +1'10.612       | 15       |          |
| 12   | 8  | ネルソン・ピケ           | ルノー                         | 70     | +1'11.512       | 14       |          |
| 13   | 5  | ロバート・クビサ         | BMWザウバー                    | 70     | +1'14.046       | 18       |          |
| 14   | 21 | ジャンカルロ・フィジケラ | フォースインディア・メルセデス | 69     | +1 Lap          | 16       |          |
| 15   | 11 | ハイメ・アルグエルスアリ | トロ・ロッソ・フェラーリ       | 69     | +1 Lap          | 19       |          |
| 16   | 12 | セバスチャン・ブエミ     | トロ・ロッソ・フェラーリ       | 69     | +1 Lap          | 10       |          |
| Ret  | 15 | セバスチャン・ベッテル   | レッドブル・ルノー             | 29     | サスペンション  | 2        |          |
| Ret  | 7  | フェルナンド・アロンソ   | ルノー                         | 15     | 燃圧ポンプ      | 1        |          |
| Ret  | 20 | エイドリアン・スーティル | フォースインディア・メルセデス | 1      | 水圧系          | 17       |          |
| DNS  | 3  | フェリペ・マッサ         | フェラーリ                     | 0      | 負傷            |          |          |

- フェリペ・マッサは予選Q2セッション中のクラッシュで頭部を負傷したため、決勝は欠場。
- ルノーはピットストップの際、フェルナンド・アロンソのタイヤのホイールナットが完全に固定されていないことを知りながら発進させ、その後もドライバーに状況を知らせなかったために次戦ヨーロッパグランプリへの出場停止ペナルティを受けた[2]。これは故意に危険な状態でマシンをコース上に留まらせたためであるが、チームが控訴した結果、出場停止処分を取り消し、戒告と50000ドルの罰金処分に変更された[3]。
- レッドブルはマーク・ウェバーをピットから危険な状態（キミ・ライコネンとピットレーンで接触しそうになる）で送り出したとして戒告処分を受けた[4]。